# Гавриил IV Константинополски
Гавриил IV Константинополски (на гръцки: Πατριάρχης Γαβριήλ Δ΄) е вселенски патриарх през първата половина на 1780-те години. Грък от Смирна с произход от аристократично семейство. 

## Биография
Получава образование в родния си град и служи в клира на смирненския митрополит Неофит, който през 1767 г. ръкополага Гавриил в сан епископ на Мосхонисия (острови), Айвалък. След което Гавриил е ръкоположен за митрополит на Янина, а от април 1771 г. е епископ на древна Патра. Известен е като съблюстител към църковния ред, йерархия и последователност.
През 1780 г. Гавриил е избран за Вселенски патриарх на Константинопол. Веднага след избора си помага за възстановяване авторитета на Атанасий Пароски, изгонен от Света гора за участие в диспути за кутя и панихидите в неделя.
Най-значимите въведения на Гавриил IV са разрешението на православните християни в Индия да се женят за нехристияни; признаването на юрисдикцията на Йерусалимския патриарх над Синайския манастир (1782 г.); одобрение на скинобитната харта в манастира на Св. Ксенофонт на Атон (1784). Патриархът отделя голямо внимание и средства за подобряване състоянието на ставропигиалните манастири и държавните църковни училища, оказвайки подкрепа на гръцките общности в Западна Европа.
Гавриил IV умира на 29 юни 1785 г. и е погребан в един гроб с предшественика си Софроний II в двора на църквата „Свети Архангели“ в Арнауткьой (вилает Истанбул).